# 青山学院横浜英和中学校・高等学校
青山学院横浜英和中学校・高等学校（あおやまがくいんよこはまえいわちゅうがっこう・こうとうがっこう）とは、神奈川県横浜市南区蒔田町に所在し、中高一貫教育を提供する私立中学校・高等学校。
高等学校において生徒を募集しない完全中高一貫校。
青山学院の系属校である。

## 概要
1880年（明治13年）10月28日、プロテスタントメソジスト派のアメリカ人宣教師ハリエット・ブリテンにより、横浜山手48番にミッションスクール「ブリテン女学校」として創立。創立時は男女共学で4人の生徒であった。1886年（明治19年）横浜英和女学校となる。1916年（大正5年）現在地の蒔田へ移転した。1996年（平成8年）、校名を「成美学園女子中学校・高等学校」から「横浜英和学院横浜英和女学院中学高等学校」に改称する。
永らく女子校として歩んできたが、蒔田移転から100年後の2016年4月、青山学院大学系属校となり、2018年度から男女共学となる。
青山学院と共にメソジスト派の宣教師によって創られた学校であり、理念を共有している。
連携事業として、大学出張講義や学問入門講座への出席、渋谷・相模原キャンパス訪問、キャリアガイダンスの実施や青山学院大学への系属校推薦などが行われている。
完全中高一貫校であり、2021年度から中学募集が120名に変更となる。青山学院横浜英和小学校から60名程が進学する。

## 教育理念
校訓
「心を清め 人に仕えよ」
教育目標
- 神を畏れる
- 自立する
- 隣人と共に生きる

## 象徴
校章
1996年度の校名変更の際、公募作品より採用されたグラフィックデザイナー石川哉子（本校の卒業生、多摩美術大学卒業）の作品である。
昔から蒔田の丘に自生していたあやめを図案化したものである。背景に校色として校歌にも歌われている白と紫のあやめの花を配置している。中央に十字架を配し、さらに装飾アルファベット書体の "YE" をあしらい、縦の楕円形でまとめられている。
校歌
作詞：武安正和 作曲：H.L.Doxsee
第8代校長ミス・ハリスの母校ウエストバージニア大学校歌のメロディの一つが使われている。
制服
シングル3つボタンのグレー色ブレザースタイルとなっている。
2018年度の共学化に伴い、制服の一部が新しくなった。

## 沿革

### 創立時の経緯
1880年（明治13年）9月23日、ハリエット・ブリテンが来日する。57歳の秋であった。
彼女はニューヨークで育ったが、幼いころ転落事故で下半身付随になった。18歳でようやく健康を取り戻すにつれ、宣教師になろうと決意する。20代はアフリカで、さらにインドで20数年間伝道に捧げた。そのころ日本美普教会で日本布教が計画され、まず、エリザベス M.ガスリーが志願するが、来日の途上で亡くなった。ガスリーの遺志を継いで海を渡ったのがブリテンである。「教える者がなくてどうして聞けるでしょうか。聞かないでどうして主を信じられましょうか。主の最後の言葉は『行け』でありました」といった彼女の熱い心が横浜英和学院の礎である。
明治・大正期には校地が度々変わっている。山手48番地に創設した後、校地を山手68番、山手120番に移し、1886年（明治19年）、男女共学を廃し、女子部は横浜英和女学校と改称して横浜居留地84番地（現：横浜市中区山下町84番地）へ移転する。1889年（明治22年）に校地を購入し再び山手244番地に移転し、27年間を同地で過ごした後、1916年（大正5年）蒔田町に移転した。
日中戦争中、校名に仮想敵国の「英」が含まれているのはふさわしくないということから、1939年（昭和14年）「成美学園」と改称する。第二次世界大戦後、「元の校名に」という卒業生からの強い要望もあり、1996年（平成8年）、校名が「横浜英和女学院中学高等学校」となる。

### 年表
- 1880年（明治13年）10月 - ハリエット・ブリテンが山手48番にブリテン女学校を創立。
- 1886年（明治19年） - 横浜英和女学校となる。
- 1916年（大正05年）9月- 現在地の蒔田に移転する。
- 1939年（昭和14年）4月- 成美学園と改称する。
- 1947年（昭和22年）4月 - 新学制による成美学園女子中学校を設立。
- 1948年（昭和23年）4月 - 成美学園女子高等学校を設立。
- 1986年（昭和61年）5月 - ブリテンホール竣工。
- 1996年（平成08年）4月 - 横浜英和女学院中学高等学校と改称。第1体育館落成。
- 2013年（平成25年）6月 - 新本館、第二校舎落成。
- 2014年（平成26年）7月 - 青山学院大学と系属校関係を締結。
- 2016年（平成28年）4月 - 青山学院横浜英和中学高等学校と改称。
- 2018年（平成30年）4月 - 男女共学を開始する。第2グラウンド完成。
- 2021年（令和03年）12月末 - 「スチューデントセンター・オリーブ」竣工[9][10][11]。

## 教育内容

### 校則
頭髪は、染毛・脱色・パーマは禁止している。また、携帯電話の校内での使用は禁止されている（緊急時用に通学時に所持することは許可制）。また、芸能活動に類することは一切できない。
完全給食制となっている。

### 教育課程
週5日制、50分授業である。
主要5教科は高校の内容を先取りする。
土曜日午前には外部講師による「土曜セミナー」を実施しており、数学・英語を1講座70分で展開している。
高校では文系が約7割、理系が約3割となっている。文理はHRクラスでの区別ではなく、様々な進路に合わせた選択科目を各自が取って学習する。

### 編成
1クラス39〜46名で、4〜5クラス編成となっている（2024年現在）。20年以上前から帰国子女の受け入れを行っており、現在約60名の帰国生が在籍している。

## 進路
系列への青山学院大学へは2020年度は53名が合格している。青山学院大学への推薦入学は、進学条件を満たす必要がある。進学条件（高校3年間の学業成績と学力試験、その他人物など）の細かい数字については、毎年見直しを行っていることから、入学後に公表している。青山学院大学への内部進学枠が全員枠となったことから、近年人気が急上昇している。

## 交通
- 横浜市営地下鉄ブルーライン蒔田駅 徒歩8分
- 京急本線井土ヶ谷駅 徒歩18分

## 著名な卒業生
- 陶山節子（元本校英語教師、キリスト教福音派伝道者）
- 北嶋マミ（女優、元宝塚歌劇団月組男役）
- 萩原千代（ピアニスト）
- 加藤悠（女子プロレスラー）
- 倉持明日香（タレント、女優、元AKB48、中学のみ）
- 藤原菜々花（ラジオNIKKEIアナウンサー）
- 須藤澄玲（フィギュアスケーター、中学のみ）